# Dusona yamanakai
Dusona yamanakai là một loài tò vò trong họ Ichneumonidae.